# Jean-Pierre Lacroix (entomologiste)
Pour les articles homonymes, voir Jean-Pierre Lacroix et Lacroix.
Jean-Pierre Lacroix (29 avril 1938 à Roye (Somme)-19 octobre 1989 à Boulogne-Billancourt) est un entomologiste français spécialiste des Lucanidae.
Il publia de nombreux travaux toujours accompagnés d'excellentes figures qu'il dessinait lui-même.
Il rassembla une collection importante de Lucanes, riche de matériel typique et d'espèces rares. Sa collection est restée propriété de la famille.

## Livre
Les Coléoptères du Monde, Odontolabini 1 (Lucanidae)

## Travaux
La liste complète de ses publications a été publiée par Hugues E. Bomans.
Parmi ses derniers travaux on peut noter :
- 1982 - Notes sur quelques Coleoptera Lucanidae nouveaux ou peu connus, Miscellanea Entomologica, 49, p. 13–30.
- 1983 - Descriptions de Coleoptera Lucanidae nouveaux ou peu connus (2e note) (en collaboration avec P. Ratti et G. Taroni), Bulletin de la Société Sciences Nat, 38, p. 2–8.
- 1983 - Descriptions de Coleoptera Lucanidae nouveaux ou peu connus (3e note), Bulletin de la Société Sciences Nat, 40, p. 5–19.
- 1987 - Descriptions de Coleoptera Lucanidae nouveaux ou peu connus (4e note), Bulletin de la Société Sciences Nat, 56, p. 11–13, 1 planche en couleurs.
- 1988 - Descriptions de Coleoptera Lucanidae nouveaux ou peu connus (5e note), Bulletin de la Société Sciences Nat, 57, p. 7–12.
- 1989 - Descriptions de Coleoptera Lucanidae nouveaux ou peu connus (6e note), Bulletin de la Société Sciences Nat, 59, p. 5–7, 1 planche en couleurs.
- 1990 - Descriptions de Coleoptera Lucanidae nouveaux ou peu connus (7e note), Bulletin de la Société Sciences Nat, 65, p. 11–14, 1 planche en couleurs.
- 1991 - Descriptions de Coleoptera Lucanidae nouveaux ou peu connus (8e note), Bulletin de la Société Sciences Nat, 69, p. 25–26.

## Taxa dédiés
- Aegus platypodon lacroixi Bomans, 1993
- Cyclommatus lacroixi Weinreich, 1971
- Ditomoderus lacroixi Bomans, 1973
- Homoderinus lacroixi Bomans, 1969
- Lissotes lacroixi Bomans, 1986
- Prosopocoilus lacroixi Bomans, 1970

## Taxa décrits
La liste des 95 noms nouveaux qu'il a créés a été publiée sur le web.
Parmi eux se trouvent plusieurs espèces nouvelles de Cyclommatus qui n'ont jamais fait l'objet d'une publication. En fait l'auteur préparait une révision du genre à paraître dans un volume de la série des Coléoptères du Monde, la quasi-totalité des photographies avaient été réalisées par Guy Bouloux. Une crise cardiaque à 51 ans mit fin à ce projet.
Un autre ouvrage en préparation était une faune les Lucanes de l'île de Sumatra, grâce aux nombreux envois de spécimens capturés sur place par le Dr Eduard W. Diehl.